# لينيزوليد
لينيزوليد أو لنزوليد (بالإنجليزية: Linezolid)‏ هي مضاد حيوي يُستخدم في علاج العدوى التي تسببها البكتيريا إيجابية الغرام المقاومة للمضادات الحيوية الأخرى. يُعد اللينيزوليد فعالًا في مواجهة البكتيريا إيجابية الغرام المسببة للأمراض مثل المكورات العقدية والمكورات المعوية المقاومة للفانكوميسين والمكورات العنقودية الذهبية المقاومة للمثيسيلين. تشمل استطباباته الرئيسة عدوى الجلد والتهاب الرئة، لكنه يُستخدم أيضًا في علاج العديد من الأمراض الأخرى مثل عدوى السل المقاوم على الأدوية. يمكن حقن الدواء عبر الوريد أو تناوله عبر الفم.
يُعد لينيزوليد دواءً آمنًا عند تناوله فترةً قصيرةً، ويمكن استخدامه لدى المصابين بمرض كبدي أو وظيفة كلوية ضعيفة في جميع الأعمار. تشمل التأثيرات الجانبية الشائعة على المدى القصير الصداع والإسهال والطفح الجلدي والغثيان. تتضمن التأثيرات الجانبية الخطيرة كلًا من متلازمة السيروتونين وتثبيط نخاع العظم وارتفاع مستويات لاكتات الدم خاصةً عند استخدامه أكثر من أسبوعين. يمكن أن يسبب الدواء أذيةً عصبيةً عند تطبيقه لفترة أطول قد تشمل تضرر العصب البصري غير العكوس أحيانًا.
يعمل لينيزوليد عبر تثبيط تصنيع البروتين البكتيري بسبب تأثيره المثبط لاصطناع البروتين، فهو إما يوقف نمو البكتيريا أو يقتلها. رغم أن هذه الآلية تشابه عمل العديد من المضادات الحيوية الأخرى، يبدو أن آلية عمل اللينيزوليد الدقيقة فريدة من نوعها، إذ يحصر الدواء بدء عملية التصنيع البروتيني بدلًا من تأثيره على أحد المراحل الأخيرة منه. بقيت المقاومة تجاه هذا الدواء منخفضة حتى عام 2014. ينتمي لينيزوليد إلى الفئة الدوائية أوكسازيليدينون.
اكتُشف لينيزوليد في منتصف تسعينيات القرن العشرين، ونال موافقة الاستخدام التجاري عام 2000، وأُدرج ضمن قائمة الأدوية الأساسية لمنظمة الصحة العالمية. تصنف منظمة الصحة العالمية اللينيزوليد ضمن الأدوية الضرورية للطب البشري، وهو متاح على شكل دواء مكافئ.

## الاستخدامات السريرية
تشمل الاستخدامات الأساسية للينيزوليد علاج العدوى الشديدة بالبكتيريا الهوائية إيجابية الغرام المقاومة على المضادات الحيوية الأخرى، ولا يوصى باستخدامه ضد البكتيريا الحساسة على الأدوية ذات طيف الفعالية الضيق مثل البنسلينات والسيفالوسبورينات. في كلا الصحافة الشعبية والأدب العلمي، يُطلق على اللينيزوليد «المضاد الحيوي الاحتياطي»، أي يجب استخدامه باعتدال ليحافظ على فعاليته كملاذ أخير ضد العدوى المستعصية.
في الولايات المتحدة، تشمل استطبابات استخدام لينيزوليد التي حظيت بموافقة إدارة الغذاء والدواء الأمريكية (إف دي إيه) علاج عدوى المكورات المعوية البرازية المقاومة على الفانكوميسين (مع الغزو البكتيري لمجرى الدم أو دونه) وذات الرئة بالعنقوديات المذهبة أو العقديات الرئوية المكتسبة من المستشفى أو المجتمع وعدوى الجلد والبنى الجلدية المختلط المسبب بالبكتيريا الحساسة على الأدوية بما فيها عدوى القدم السكرية إلا إذا اختلطت بذات العظم والنقي (عدوى العظم والنخاع العظمي) وعدوى الجلد والنسج الرخوة غير المختلط بواسطة العقديات المقيحة أو العنقوديات المذهبة. ينصح المصنعون بعدم استخدام اللينيزوليد لعلاج ذات الرئة المكتسبة في المجتمع أو عدوى الجلد والأنسجة الرخوة غير المختلطة الحادثة بسبب العنقوديات المذهبة المقاومة للمثيسيلين. في المملكة المتحدة، تشمل استخدامات الدواء المذكورة على ملصقه ذات الرئة وعدوى البنى الجلدية والجلد المختلطين فقط.
يبدو أن اللينيزوليد آمن وفعال للاستخدام عند الأطفال وحديثي الولادة كما هو الحال عند البالغين.

### عدوى الجلد والنسج الرخوة
وجد تحليل تلوي كبير لتجارب منضبطة معشاة أن اللينيزوليد أكثر فعاليةً من المضادات الحيوية الجليكوببتيدية (مثل الفانكوميسين والتيكوبلانين) ومضادات بيتا لاكتام في علاج البكتيريا إيجابية الغرام المسببة لعدوى الجلد والأنسجة الرخوة، بينما أكدت دراسات أصغر أنه يتفوق على التيكوبلانين في علاج جميع أنواع العدوى الخطيرة بإيجابيات الغرام.
في علاج القدم السكرية، يبدو أن اللينيزوليد أرخص سعرًا وأكثر فعاليةً من الفانكوميسين. في تجربة مفتوحة عام 2004، أظهر اللينيزوليد فعاليةً دوائيةً مساويةً للأمبيسيلين/سولباكتام والأموكسيسيلين/حمض الكلافولينيك، وتفوق إلى مدًى كبير في علاج قرحات القدم غير المترافقة مع التهاب العظم والنقي، لكن مع معدل أعلى من التأثيرات الجانبية. وجد تحليل تلوي عام 2008 شمل 18 تجربةً منضبطةً معشاةً أن العلاج باللينيزوليد فشل بذات مقدار المضادات الحيوية الأخرى بصرف النظر عن وجود التهاب عظم ونقي مرافق.
أوصى بعض المؤلفين بتجربة مزيج من الأدوية الأرخص أو ذات الجدوى الاقتصادية الأفضل (مثل كوتريموكسازول والريفامبيسين والكليندامايسين) قبل اللينيزوليد في علاج عدوى الجلد والنسج الرخوة عندما تسمح طبيعة العامل المسبب بذلك.

### ذات الرئة
لا يظهر فارق هام في معدل نجاح علاج ذات الرئة بين اللينيزوليد والجليكوببتيدات أو مضادات بيتا لاكتام المناسبة لعلاج ذات الرئة. توصي الدلائل الإرشادية الطبية المطورة لعلاج ذات الرئة المكتسبة في المجتمع الصادرة عن جمعية الصدر الأمريكية وجمعية الأمراض المعدية الأمريكية بالاحتفاظ باللينيزوليد لعلاج الحالات التي يؤكد فيها وجود المكورات العنقودية المقاومة للمثيسيلين أو عند الاشتباه بها بناءً على الصورة السريرية. لا توصي دلائل جمعية الصدر البريطانية باستخدام اللينيزوليد في الخط الأول للعلاج، بل تفضل إبقاءه بديلًا للفانكوميسين. يُعد استخدام اللينوزوليد مقبولًا في علاجات الخط لثاني لذات الرئة المكتسبة في المجتمع عند وجود مقاومة على البنسلين.
توصي دلائل الولايات المتحدة باستخدام اللينيزوليد أو الفانكوميسين ضمن الخط الأول لعلاج ذات الرئة المكتسبة في المستشفيات بالعنقوديات المذهبة المقاومة على المثيسيلين. اقترحت بعض الدراسات أن اللينيزوليد أفضل من الفانكوميسين في علاج ذوات الرئة المستشفوية، خاصةً تلك المرافقة لاستخدام جهاز التهوية الآلية والمسببة بالعنقوديات المقاومة للمثيسيلين، وربما يعود ذلك إلى زيادة نفوذية اللينيزوليد في السوائل القصبية مقارنةً بالفانكوميسين. ظهرت عدة مشكلات تتعلق بتصميم هذه الدارسات شككت في تفوق اللينيزوليد.
تشمل ميزات اللينيزوليد توافره الحيوي الفموي المرتفع الذي يسهل الانتقال إلى المعالجة الفموية، إضافةً إلى عدم تأثر استخدامه بضعف الوظيفة الكلوية، على عكس الفانكوميسين الذي يصعب تصحيح جرعته في حالات القصور الكلوي.